# Koba Gogoladze
Koba Gogoladze –en georgiano: კობა გოგოლაძე– (Poti, URSS, 7 de enero de 1973) es un deportista georgiano que compitió en boxeo.
Ganó una medalla de bronce en el Campeonato Mundial de Boxeo Aficionado de 1997 y una medalla de plata en el Campeonato Europeo de Boxeo Aficionado de 1998, ambas en el peso ligero.
En junio de 1999 disputó su primera pelea como profesional. En su carrera profesional tuvo en total 23 combates, con un registro de 20 victorias y 3 derrotas.

## Palmarés internacional
| Campeonato Mundial | Campeonato Mundial  | Campeonato Mundial | Campeonato Mundial |
| Año                | Lugar               | Medalla            | Categoría          |
| ------------------ | ------------------- | ------------------ | ------------------ |
| 1997               | Budapest (Hungría)  | Medalla de bronce  | 60 kg              |
| Campeonato Europeo |                     |                    |                    |
| Año                | Lugar               | Medalla            | Categoría          |
| 1998               | Minsk (Bielorrusia) | Medalla de plata   | 60 kg              |